# Cirkus Jo-joo

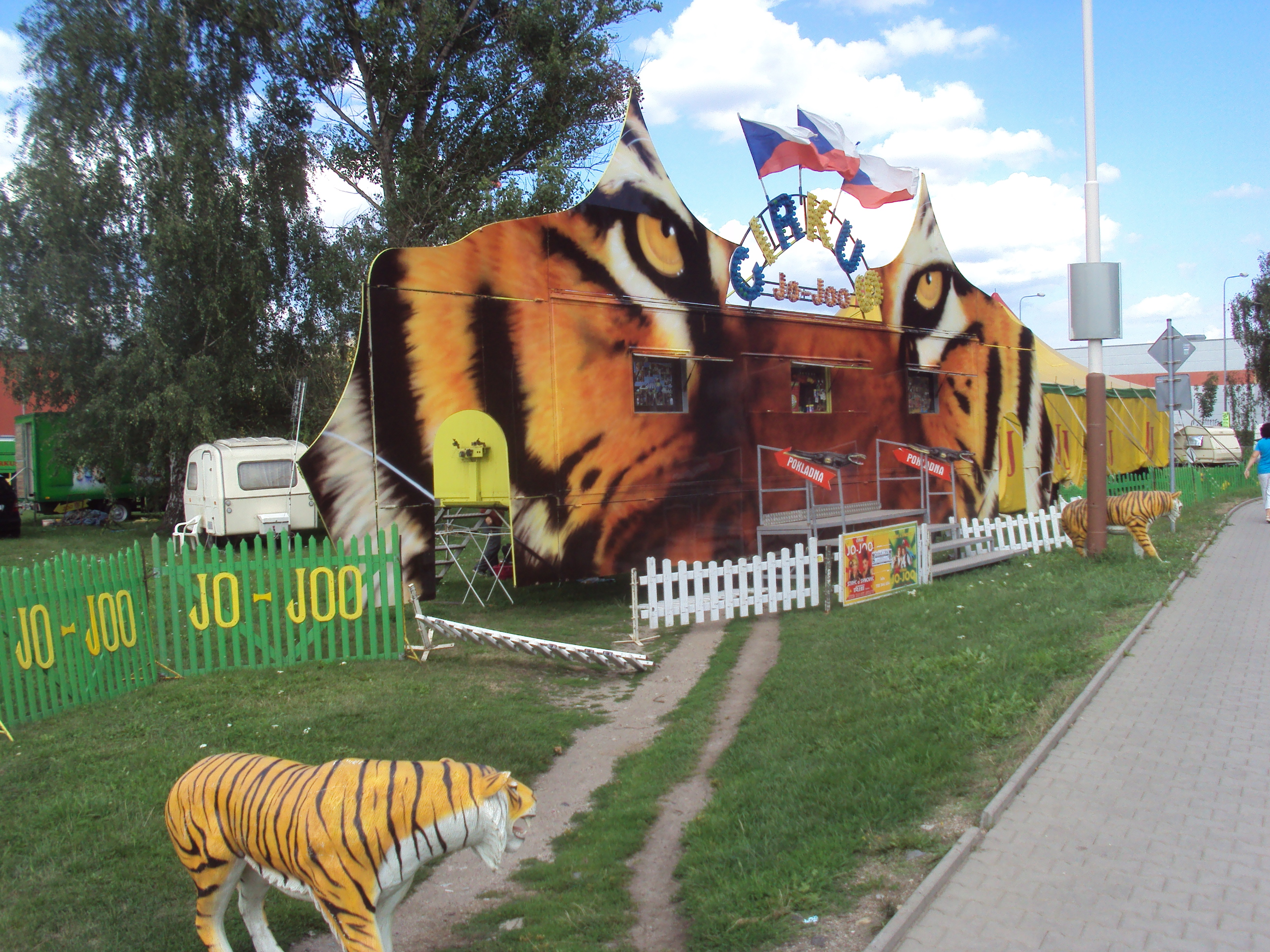
Vstup do areálu cirkusu, štace Česká Lípa

Národní cirkus Jo-joo je jeden z českých cirkusů. Byl založen roku 1990 a jde o rodinný podnik rodiny Joo.

## O cirkusu
Principálem cirkusu byl Jaromír Joo, který vystupoval ve své aréně s tygry či levhartem. V rodinném podniku vystupují jako artisté i jeho vnuci. Cirkus navázal na znárodněný cirkus Jadran a na cirkus Praga, který principál Joo založil s finskými partnery a s nímž cestoval po severní Evropě. Současný název používá od roku 1996. Podnik má svou stejnojmennou uměleckou agenturu. Řadu let spolupracoval s hercem Boleslavem Polívkou.
Chloubou podniku je chov a vystoupení zvířat. Cirkus jich má 80, část z nich je chována na statku u Nymburka. Za poslední tři roky zaznamenali narození 19 mláďat tygrů. Ve zvěřinci jsou i pumy, lama, slepice, králíci, koně, levhart.
Cirkus nemá dovolenou a cestuje i po světě. Vystupoval v Číně, Hongkongu, Singapuru, Las Vegas. V Česku na stejnou štaci zajíždí nejdříve jednou za dva roky a to vždy s jiným, zpravidla pohádkově laděným programem. Stan je v létě částečně klimatizován. Vystupující přebývají v maringotkách, cirkus má řadu nákladních aut k převozu zařízení.
V půli srpna 2013 cirkus vystoupil v České Lípě s programem nazvaným Alenka v říši divů na ploše nedaleko Kauflandu. Odtud se přestěhoval do Liberce, kde se sibiřské tygřici narodila tři mláďata. Podle zažitého zvyku dostala jména připomínající místo svého narození.